# Lisa Kim Fleming

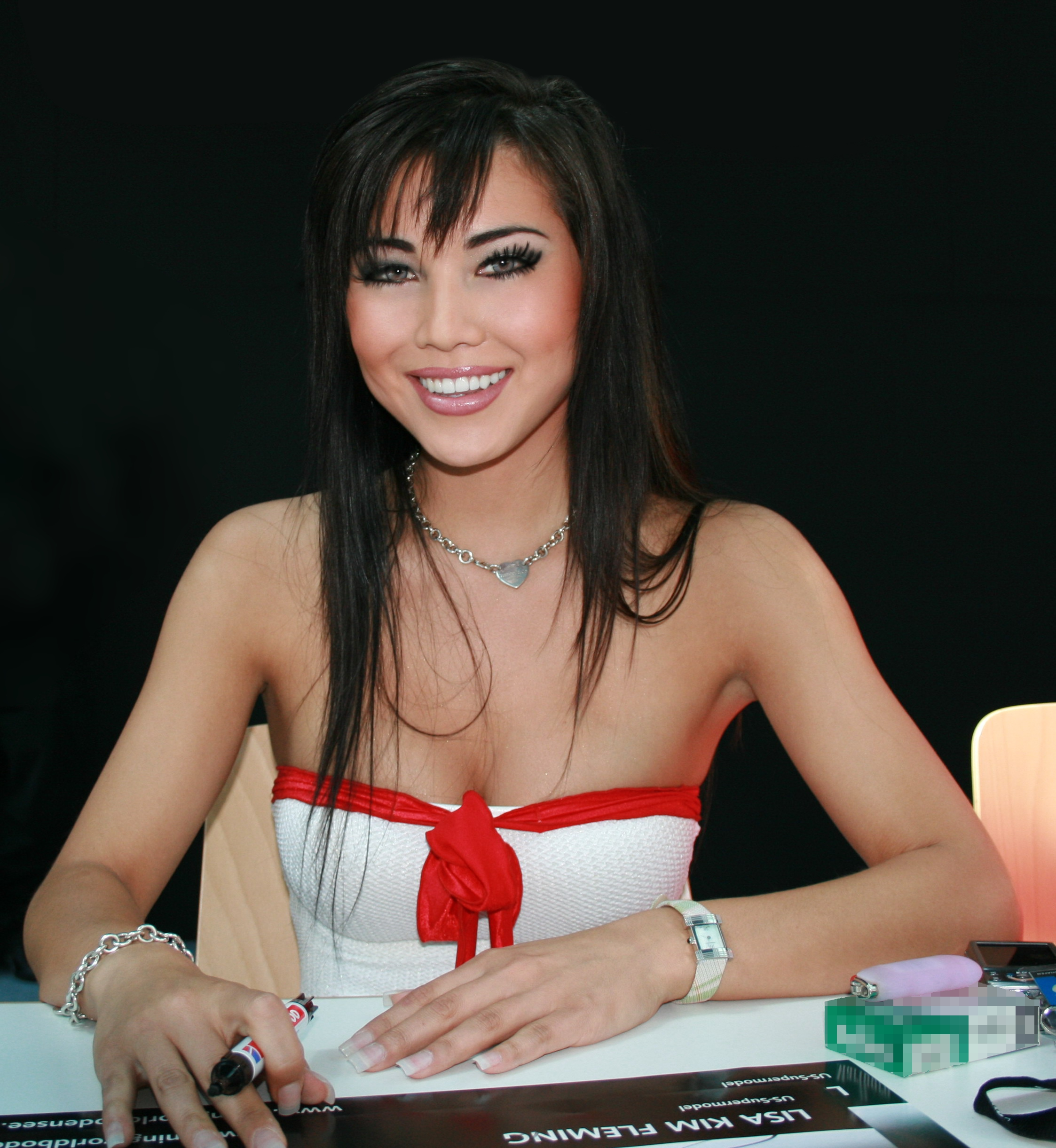
Lisa Kim Fleming auf der Tuning World Bodensee 2007

Lisa Kim Fleming (* 26. April 1985 in North Dakota) ist ein amerikanisches Model und Unternehmerin.

## Leben
Fleming wurde als Tochter eines Amerikaners und einer Koreanerin 1985 in North Dakota geboren. Sie lebte einige Jahre in Korea, aufgewachsen ist sie jedoch in Kalifornien. Bereits früh startete sie ihre Karriere bei einer kleinen Modelagentur in Sacramento.
Später zog Fleming nach Los Angeles. Dort modelte und arbeitete sie für Unternehmen wie Spike TV, E! Entertainment Television, FHM, Maxim, Super Street, Axe, Hite beer, Toki Doki. Fleming ist auch Teilhaber der Website jtuned.com, die zu ihrer iUNITE Media group gehört. Hierbei handelt es sich um eine Werbe- und Marketingagentur.
Heute wohnt Fleming in Orange County (Kalifornien).